# Rayvonte Rice
Pour les articles homonymes, voir Rice.
Rayvonte « Ray » Rice, né le 14 juillet 1992 à Champaign, en Illinois, est un joueur américain de basket-ball. Il évolue aux postes d'arrière et d'ailier.

## Biographie

### Carrière universitaire

#### Bulldogs de Drake (2010-2012)
En 2010, il entre à l'Université Drake en provenance du lycée Centennial de Champaign. Entre 2010 et 2012, il joue pour les Bulldogs de Drake.
Au cours de sa première année à Drake, Rice a eu un impact immédiat en disputant 31 matches avec une moyenne de 13,8 points par match et une moyenne légèrement supérieure à 40 % aux tirs sur le terrain. Pour l'apport à son équipe, Rice est élu membre de l’équipe All-Freshman de la Conférence de la Missouri Valley 2011 et de l’équipe des joueurs de première année.
Durant sa deuxième année universitaire, Rice améliore ses statistiques avec une moyenne de 16,8 points par match et une réussite d’environ 44 %. Rice est nommé dans la deuxième équipe de la Missouri Valley Conference 2012 à la fin de la saison.
Après avoir annoncé sa décision de quitter Drake, Rice a limité ses options entre Illinois, Xavier, Memphis et Marquette. Rice déclare à propos de sa décision de signer avec l'Illinois que John Groce l'avait déjà recruté, alors que Groce était toujours entraîneur à l'Université de l'Ohio, ce qui a contribué à son engagement.

#### Fighting Illini de l'Illinois (2012-2015)
En raison des règles de transfert de la NCAA, Rice est obligé de rester à l'écart pendant la saison 2012-2013. La réglementation sur les transferts a relégué Rice au rôle d’observateur uniquement aux entraînements et aux matches à domicile du State Farm Center. Rice a acquis une grande notoriété au cours de son année de transfert en apportant des changements radicaux à son entraînement et à son régime, ce qui lui a valu de perdre 20 kg et de réduire à 5 % sa masse adipeuse globale.
Entre 2013 et 2015, il joue pour les Fighting Illini de l'Illinois.
Durant la saison 2013-2014, il a été nommé trois fois joueur de la semaine de la Big Ten Conference. Au 3 janvier 2014, Rice est le meilleur marqueur de la conférence avec 19 points par match.
En début de saison, Rice remporte le titre de MVP du tournoi de Las Vegas. Durant l'année 2014, Rice tire à 44 % de réussite à trois points alors qu'il était à 29 % la saison précédente. À la fin de la saison, il remporte le titre de joueur par excellence pour l'Illini, à égalité avec son coéquipier Nnanna Egwu.

### Carrière professionnelle
Le 25 juin 2015, il n'est pas sélectionné lors de la draft 2015 de la NBA. En juillet 2015, il participe à la NBA Summer League 2015 de Las Vegas avec les Bulls de Chicago. Le 29 juillet 2015, il signe son premier contrat professionnel en Italie au Tezenis Verona qui évolue en seconde division italienne.
Sans club depuis le début de la saison 2016-2017, le 3 janvier 2017, il part en France à Aix Maurienne Savoie en seconde division française.
Le 3 août 2017, il revient en Italie et signe au Basket Ravenna (en).
Le 25 septembre 2018, il part en Iran où il signe au Petrochimi Bandar Imam (en). En janvier 2019, il part au Mexique pour rejoindre les Soles de Mexicali (en). Le 6 mars 2019, il part en Italie au Termoiforgia Jesi.
En juillet 2019, il participe à la NBA Summer League 2019 de Las Vegas avec les Suns de Phoenix.

## Statistiques

### Universitaires
| Saison    | Équipe   | Matchs | Titul. | Min./m | % Tir | % 3pts | % LF | Rbds/m. | Pass/m. | Int/m. | Ctr/m. | Pts/m. |
| --------- | -------- | ------ | ------ | ------ | ----- | ------ | ---- | ------- | ------- | ------ | ------ | ------ |
| 2010-2011 | Drake    | 31     | 31     | 30,1   | 40,2  | 29,5   | 69,6 | 4,81    | 1,65    | 1,35   | 0,84   | 13,81  |
| 2011-2012 | Drake    | 33     | 32     | 33,3   | 43,6  | 24,1   | 70,8 | 5,76    | 1,58    | 1,88   | 0,76   | 16,82  |
| 2013-2014 | Illinois | 35     | 35     | 32,7   | 43,0  | 29,5   | 73,1 | 6,00    | 1,51    | 1,66   | 0,34   | 15,86  |
| 2014-2015 | Illinois | 24     | 20     | 30,0   | 47,1  | 43,6   | 80,7 | 6,46    | 1,83    | 1,79   | 0,29   | 16,50  |
| Total     |          | 123    | 118    | 31,7   | 43,2  | 31,1   | 72,9 | 5,72    | 1,63    | 1,67   | 0,57   | 15,72  |

### Professionnelles
| Saison    | Équipe                             | Matchs | Titul. | Min./m | % Tir | % 3pts | % LF | Rbds/m. | Pass/m. | Int/m. | Ctr/m. | Pts/m. |
| --------- | ---------------------------------- | ------ | ------ | ------ | ----- | ------ | ---- | ------- | ------- | ------ | ------ | ------ |
| 2015-2016 | Tezenis Verona (Legadue Gold)      | 29     | 27     | 30,5   | 37,7  | 31,4   | 66,3 | 4,48    | 1,66    | 1,69   | 0,31   | 13,59  |
| 2016-2017 | Aix Maurienne Savoie (Pro B)       | 21     | 6      | 23,6   | 39,4  | 28,9   | 64,0 | 3,29    | 1,52    | 1,10   | 0,14   | 10,19  |
| 2017-2018 | Basket Ravenna (en) (Legadue Gold) | 30     | 30     | 34,5   | 43,0  | 37,3   | 78,7 | 6,37    | 1,37    | 1,60   | 0,30   | 18,77  |
| 2018-2019 | Soles de Mexicali (en) (LNBP)      | 14     | 14     | 31,7   | 46,3  | 39,3   | 89,7 | 4,21    | 2,79    | 2,14   | 0,50   | 21,14  |
| 2018-2019 | Petrochimi Bandar Imam (en)        |        |        |        |       |        |      |         |         |        |        |        |
| 2018-2019 | Termoiforgia Jesi (Legadue Gold)   | 6      | 6      | 37,5   | 38,8  | 31,1   | 83,7 | 6,50    | 2,33    | 3,00   | 1,00   | 27,83  |

## Palmarès

### Distinctions personnelles
- Honorable mention All-Big Ten (2014)
- Second-team All-MVC (2012)
- MVC All-Freshman Team (2011)
- MVC All-Newcomer Team (2011)

## Vie privée
Rayvonte idolâtre les anciennes stars des Fighting Illini, Dee Brown, Deron Williams, Luther Head et Cory Bradford alors qu'il grandissait à Champaign.